# برناردو باز
برناردو باز (بالبرتغالية: Bernardo Paz‏) هو شخصية أعمال برازيلي، ولد في 1949 في البرازيل.

## وصلات خارجية
- برناردو باز على موقع IMDb (الإنجليزية)